# فلوید لندیس
فلوید لندیس (انگلیسی: Floyd Landis؛ زادهٔ ۱۴ اکتبر ۱۹۷۵) رکابزن حرفه‌ای سابق اهل ایالات متحده آمریکا است که در رشتهٔ دوچرخه‌سواری جاده فعالیت می‌کرد. در سال ۲۰۰۶ توانست قهرمان تور دو فرانس شود؛ ولی پس از مدتی قهرمانی لندیس به دلیل مثبت بودن آزمایش دوپینگ او پس گرفته و به اسکار پریرو داده شد. لندیس رکابزنی همه‌فن حریف بود که در مسیرهای کوهستانی (سربالایی و سرپایینی) و تایم تریل تخصص داشت. در سال ۲۰۱۰ یک قاضی در فرانسه او را به دلیل هک کردن اطلاعات مربوط به اتهامات دوپینگ ۲۰۰۶ تحت تعقیب قرار داد.
در سال ۲۰۱۰ تیم حقوقی لندیس تلاش کردند بی‌گناهی او را به دلیل نامناسب بودن نحوهٔ نگهداری و ارزیابی نمونه‌های ادرار ثابت کنند، ولی نتوانستند قهرمانی تور او را برگردانند. لندیس تا ۳۰ ژانویهٔ ۲۰۰۹ از شرکت در مسابقات حرفه‌ای محروم شد. در ژانویهٔ ۲۰۱۱ پس از پایان محرومیت، تیمی با او قرارداد امضا نکرد که به معنی پایان دوران حرفه‌ای لندیس بود. در مهٔ ۲۰۱۰ لندیس به دوپینگ مداوم اعتراف کرد و دوپینگ لانس آرمسترانگ و چند هم‌تیمی دیگر را نیز افشا کرد.

## آغاز زندگی و تحصیلات
لندیس در فارمرزویل در شهرستان لنکستر زاده شد و در سال ۱۹۹۴ از دبیرتان کونستوگا فارغ التحصیل شد. او ابتدا برای رفتن به ماهیگیری از دوچرخه بهره می‌برد؛ ولی به سرعت آموخت که از رکاب زدن لذت ببرد. پس از مدتی تصمیم گرفت در مسابقه‌ای محلی شرکت کند و به پیروزی رسید.
پدر لندیس که فعالیت در دوچرخه‌سواری را بی‌فایده می‌دانست تلاش کرد کار بیشتری به فلوید بسپارد تا فرصتی برای مسابقه دادن نداشته باشد. لندیس که در روز زمانی برای تمرین نداشت، شب‌ها غالباً در هوای سرد به تمرین می‌رفت. پس از مدتی پدرش خبردار شد و اغلب تا مسافتی به دنبال او می‌رفت تا مطمئن شود پسرش به دردسری (از جمله مواد مخدر و الکل) نیفتاده است.

## فعالیت حرفه‌ای

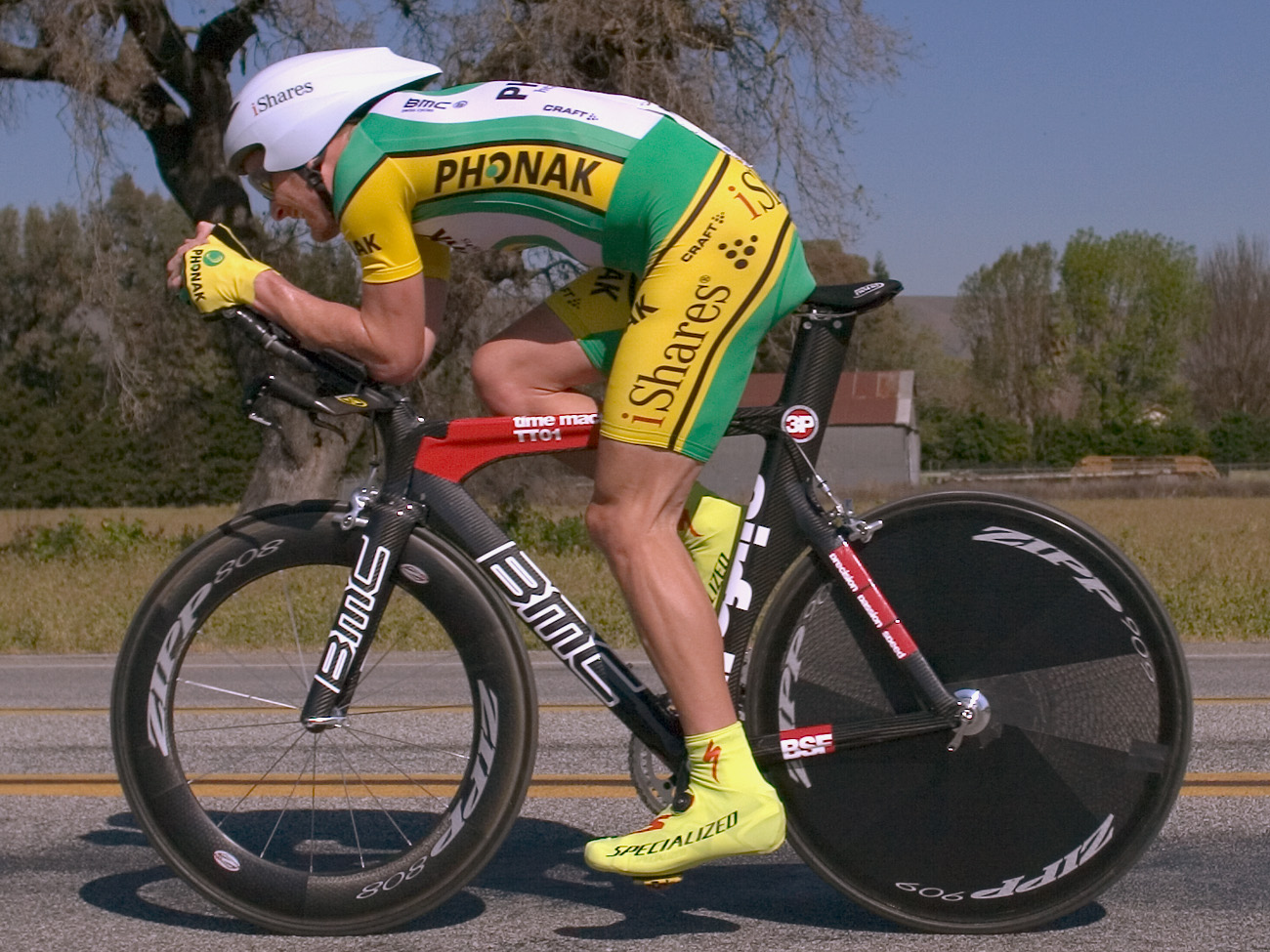
فلوید لندیس در حین دوچرخه سواری

### سلطان کوهستان
لندیس در نخستین مسابقهٔ دوچرخه‌سواری کوهستان که شرکت کرده‌بود، قهرمان شد. در سال ۱۹۹۳ قهرمانی مسابقات قهرمانی جوانان کشور را به دست آورد. در بیست سالگی به جنوب کالیفرنیا رفت تا به صورت تمام‌وقت تمرین کند. سپس در سال ۱۹۹۹ رشتهٔ خود را به دوچرخه‌سواری جاده تغییر داد.
عملکرد لندیس به اندازه‌ای خوب بود که لانس آرمسترانگ او را تشویق کرد به تیم یو.اس. پوستال بپیوندد و لندیس را انتخاب کرد که در کنارش در سه دورهٔ تور دو فرانس در سال‌های ۲۰۰۲ تا ۲۰۰۴ رکاب برند. لندیس معمولاً در مسیرهای کوهستانی سرعت را افزایش می‌داد تا گروه را تکه‌تکه کند و آرمسترانگ فرار نهایی را انجام دهد. در مرحلهٔ هفدهم تور دو فرانس ۲۰۰۴ لندیس رهبر گروه اصلی شامل آرمسترانگ و چند رقیبش بود و به گونه‌ای قدرت خود را به نمایش گذاشت که برخی او را بخت قهرمانی تور دو فرانس در سال‌های آینده می‌دانستند. لندیس در پایان سال تیم یو.اس. پوستال را ترک کرد تا با قراردادی بهتر به تیم فوناک بپیوندد.
در تور دو فرانس ۲۰۰۵ لندیس در رتبهٔ نهم قرار گرفت. او فصل ۲۰۰۶ را قدرتمندانه آغاز کرد و قهرمان تور کالیفرنیا شد. سپس پاریس–نیس و تور جورجیا را فتح کرد.

### ناراحتی ران
عملکرد قدرتمندانهٔ لندیس تا مرحلهٔ ۱۶ تور دو فرانس و بازگشت او در مرحلهٔ ۱۷ با توجه به ناراحتی ران او که ناشی از بافت‌مردگی بی‌خونی بود، قابل توجه بود. این بیماری او حین برگزاری تور دو فرانس ۲۰۰۶ در مقاله‌ای در نیویورک تایمز آشکار شد. عامل آن، عدم خون‌رسانی به دلیل بافت اسکار در ران راست او بود. این زخم پس از شکستگی گردن فمور او در یک تصادف هنگام دوچرخه‌سواری در نزدیکی خانه‌اش در جنوب کالیفرنیا در اکتبر ۲۰۰۲ ایجاد شد و لندیس تا تور ۲۰۰۶، آن را از هم‌تیمی‌ها، رقیبان و رسانه‌ها مخفی نگه داشته‌بود.
درد ناشی از مصدومیت همواره با لندیس در تور ۲۰۰۶ همراه بود. پزشکان به او اجازه داده‌بودند کورتیزون مصرف کند. نسخه‌ای که در سایر موارد در دوچرخه‌سواری حرفه‌ای ممنوع بود و مصداق سوء استفاده دانسته می‌شد. لندیس قهرمانی خود در تور را «پیروزی استقامت» می‌دانست. مفصل ران لندیس در ۲۷ سپتامبر ۲۰۰۶ با موفقیت تعویض شد.

### پرونده دوپینگ
در ۲۷ ژوئیه ۲۰۰۶ تیم فوناک اعلام کرد نمونهٔ ادرار فلوید لندیس پس از مرحلهٔ ۱۷ تور دو فرانس ۲۰۰۶ به دلیل بالا بودن غیرعادی نسبت هورمون تستوسترون به هورمون اپیتستوسترون (T/E) مثبت شده‌است. لندیس دوپینگ خود را رد کرد و درخواست نمونهٔ دوم کرد. فوناک اظهار کرد اگر نمونهٔ دوم لندیس نیز مثبت باشد، او از تیم اخراج می‌شود. با مثبت شدن نمونهٔ دوم، لندیس از دوچرخه‌سواری حرفه‌ای محروم شد و از تیمش اخراج شد. پزشک شخصی لندیس بعداً گفت نسبت T/E لندیس ۱۱:۱ بوده‌است؛ در حالی که بیشینهٔ نسبت مجاز آن ۴:۱ است.
نمونهٔ لندیس در مرحلهٔ ۱۷ در آزمایشگاه کلینیک ضد دوپینگ دولتی فرانسه آزمایش شد. در اوایل اوت، لندیس مجرم شناخته شد و رد صلاحیت شد. نفر دوم تور، اسکار پریرو، قهرمان آن دورهٔ تور اعلام شد. تصمیم بازپس‌گیری عنوان لندیس توسط اتحادیه جهانی دوچرخه‌سواری اتخاذ شد. بر پایهٔ قوانین اتحادیه جهانی، تصمیم‌گیری برای برخورد با رکابزنی که قوانین را نقض کرده‌است، بر عهدهٔ فدراسیون کشوری است. بنابراین تصمیم‌گیری در زمینهٔ محرومیت لندیس به فدراسیون دوچرخه‌سواری آمریکا واگذار شد.
در ۲۰ سپتامبر ۲۰۰۷ لندیس در زمینهٔ دوپینگ مجرم شناخته شد و به مدت دو سال محروم شد. لندیس به دادگاه حکمیت ورزش فرجام‌خواهی کرد. در ۳۰ ژوئن ۲۰۰۸ نتیجهٔ فرجام‌خواهی مبنی بر تأیید محرومیت اعلام شد.

### بازگشت به دوچرخه‌سواری
لندیس پس از پایان محرومیتش در آغاز ۲۰۰۹ به دوچرخه‌سواری بازگشت و به تیم آمریکایی اویوسی‌اچ-ماکسیز پیوست. نخستین مسابقهٔ او تور کالیفرنیای ۲۰۰۹ بود که در آن رتبهٔ ۲۳ را به دست آورد. در پایان فصل از تیم جدا شد تا به تیمی بپیوندد که در رقابت‌های طولانی‌تر و سخت‌تر در اروپا شرکت کند. او مدتی در نیوزیلند بود و در یک مسابقه در نوامبر شرکت کرد. سپس برای فصل ۲۰۱۰ به تیم بنیاد باهاتی پیوست. هرچند پس از اعتراف لندیس به دوپینگ و متهم کردن چند رکابزن نامدار آمریکایی دیگر، تیم باهاتی از هم پاشید. در نتیجه لندیس در مسابقهٔ کلاسیک کسکید در بند اورگن به صورت انفرادی و بدون تیم شرکت کرد. در چند ماه بعد، لندیس نتوانست تیم جدیدی پیدا کند و در ژانویهٔ ۲۰۱۱ تصمیم گرفت به فعالیت حرفه‌ای خود پایان دهد.

## نتایج در گرند تورها
| گرند تور       | ۲۰۰۲ | ۲۰۰۳ | ۲۰۰۴   | ۲۰۰۵   | ۲۰۰۶ |
| -------------- | ---- | ---- | ------ | ------ | ---- |
| جیرو دیتالیا   | —    | —    | —      | —      | —    |
| تور دو فرانس   | ۶۱   | ۷۷   | ۲۳     | ۹      | ۱    |
| ووئلتا اسپانیا | —    | ۷۶   | ناتمام | ناتمام | —    |